# Haïti op de Olympische Zomerspelen 1972
Haïti nam deel aan de Olympische Zomerspelen 1972 in München, West-Duitsland. Voor het eerst sinds 12 jaar was het land weer aanwezig. Er werden acht atleten afgevaardigd. Twee vrouwen waren opgenomen in het team maar omdat Elsie Baptiste bij geen enkel onderdeel in actie kwam, werd sprintster Mireille Joseph de eerste Haïtiaanse vrouw die aan de Spelen deelnam. Er werd geen medaille gewonnen.

## Deelnemers en resultaten

### Atletiek
| Olympiër                | Discipline   | Resultaat | Prestatie               |
| ----------------------- | ------------ | --------- | ----------------------- |
| Pierre-Richard Gaetjens | 100m (m)     | 85e       | serie 7: 7de in 11,50   |
| Gary Georges            | 200m (m)     | 56e       | serie 4: 7de in 22,97   |
| Jean-Max Faustin        | 400m (m)     | 63e       | serie 3: 6de in 52,33   |
| Fritz Pierre            | 800m (m)     | 59e       | serie 7: 7de in 2.01,5  |
| Anilus Joseph           | 10000m (m)   | DNF       | serie 3: niet gefinisht |
| Maurice Charlotin       | marathon (m) | 62e       | 3:29.21,0               |
|                         |              |           |                         |
| Mireille Joseph         | 100m (v)     | 47e       | serie 5: 8ste in 13,84  |

Afghanistan · Albanië · Algerije · Amerikaanse Maagdeneilanden · Argentinië · Australië · Bahama's · Barbados · België · Bermuda · Birma · Bolivia · Bondsrepubliek Duitsland · Brazilië · Brits-Honduras · Bulgarije · Canada · Ceylon · Chili · Colombia · Congo-Brazzaville · Costa Rica · Cuba · Dahomey · Denemarken · Dominicaanse Republiek · Duitse Democratische Republiek · Ecuador · Egypte · El Salvador · Ethiopië · Fiji · Filipijnen · Finland · Frankrijk · Gabon · Ghana · Griekenland · Groot-Brittannië · Guatemala · Guyana · Haïti · Hongarije · Hongkong · Ierland · IJsland · India · Indonesië · Iran · Israël · Italië · Ivoorkust · Jamaica · Japan · Joegoslavië · Kameroen · Kenia · Khmerrepubliek · Koeweit · Lesotho · Libanon · Liberia · Liechtenstein · Luxemburg · Madagaskar · Malawi · Maleisië · Mali · Malta · Marokko · Mexico · Monaco · Mongolië · Nederland · Nederlandse Antillen · Nepal · Nicaragua · Nieuw-Zeeland · Niger · Nigeria · Noord-Korea · Noorwegen · Oeganda · Oostenrijk · Opper-Volta · Pakistan · Panama · Paraguay · Peru · Polen · Portugal · Puerto Rico · Roemenië · San Marino · Saoedi-Arabië · Senegal · Singapore · Soedan · Somalië · Sovjet-Unie · Spanje · Suriname · Swaziland · Syrië · Taiwan · Tanzania · Thailand · Togo · Trinidad en Tobago · Tsjaad · Tsjecho-Slowakije · Tunesië · Turkije · Uruguay · Venezuela · Verenigde Staten · Vietnam · Zambia · Zuid-Korea · Zweden · Zwitserland